# Chevrolet Spectrum
Chevrolet Spectrum – samochód osobowy klasy kompaktowej produkowany pod amerykańską marką Chevrolet w latach 1984–1988 oraz pod amerykańską marką Geo jako Geo Spectrum w latach 1988–1989.

## Historia i opis modelu

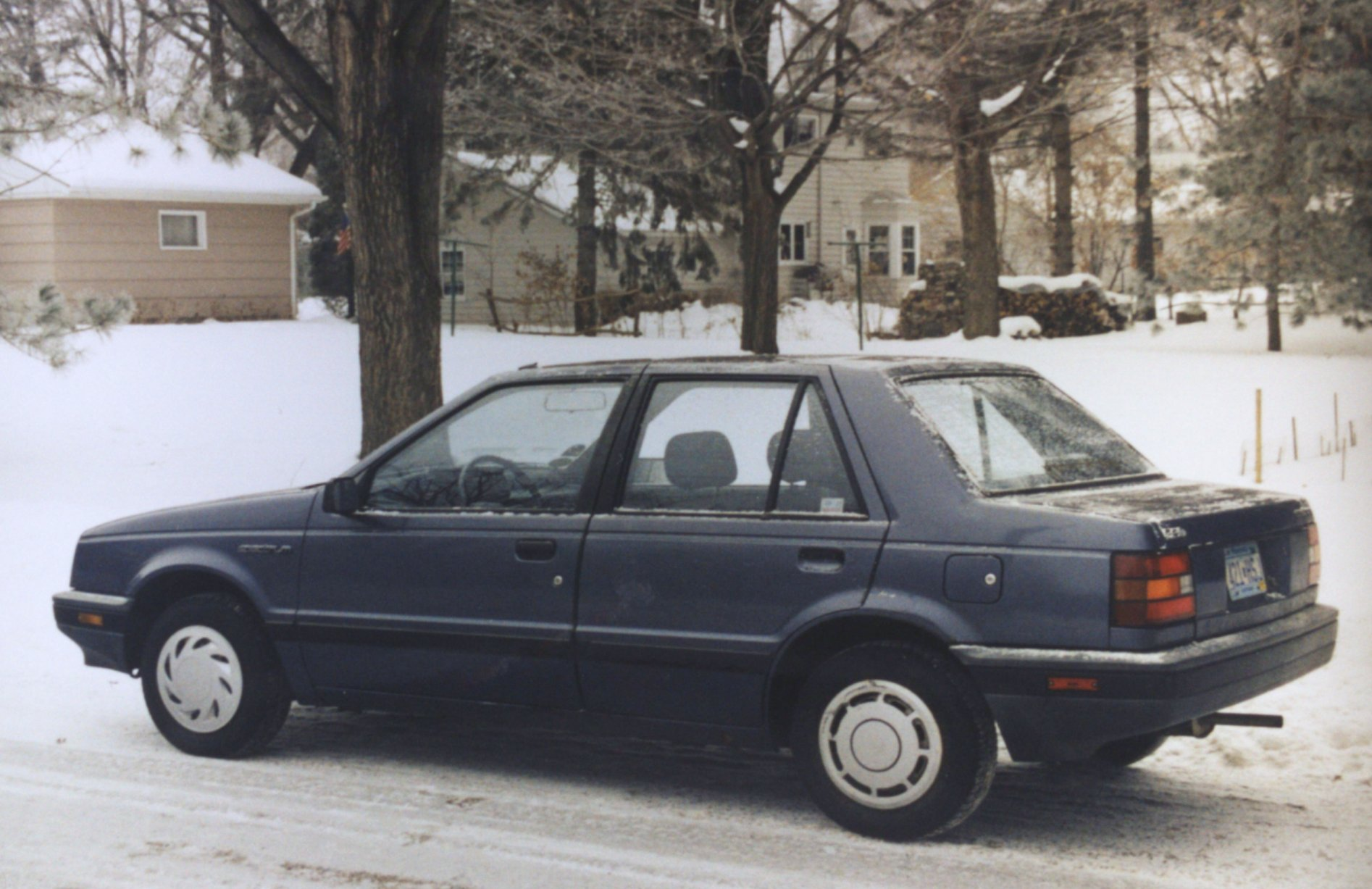
Chevrolet Spectrum – tył

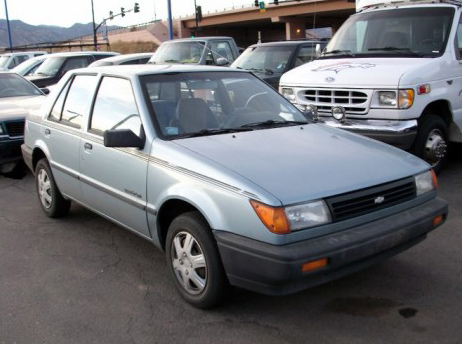
Geo Spectrum po liftingu

W listopadzie 1984 roku w ramach współpracy z japońskim Isuzu koncern General Motors zdecydował się poszerzyć ofertę Chevroleta na rynku Stanów Zjednoczonych o model Spectrum, który był bliźniaczym modelem dla Isuzu I-Mark. Od równolegle oferowanego odpowiednika samochód Chevroleta różnił się innymi oznaczeniami oraz emblematami.

### Lifting i zmiana nazwy
W 1988 roku przeprowadzono zmodernizowane Spectrum, które podobnie jak bliźniacze Isuzu I-Mark zyskało nowy kształt reflektorów zachodzących na błotniki, przestylizowany zderzak i inną atrapę chłodnicy. Dodatkowo General Motors w ramach utworzenia w 1988 roku nowej, taniej marki przeznaczonej do oferowania importowanych z Japonii modeli Geo, Chevrolet Spectrum został przemianowany na Geo Spectrum, nie tracąc jednak logo Chevroleta. Pod tą postacią produkowano go przez rok, po czym przedstawiono następcę – model Geo Prizm.

### Silniki
- R4 1.3l
- R4 1.4l
- R4 1.6l